# Mark IX

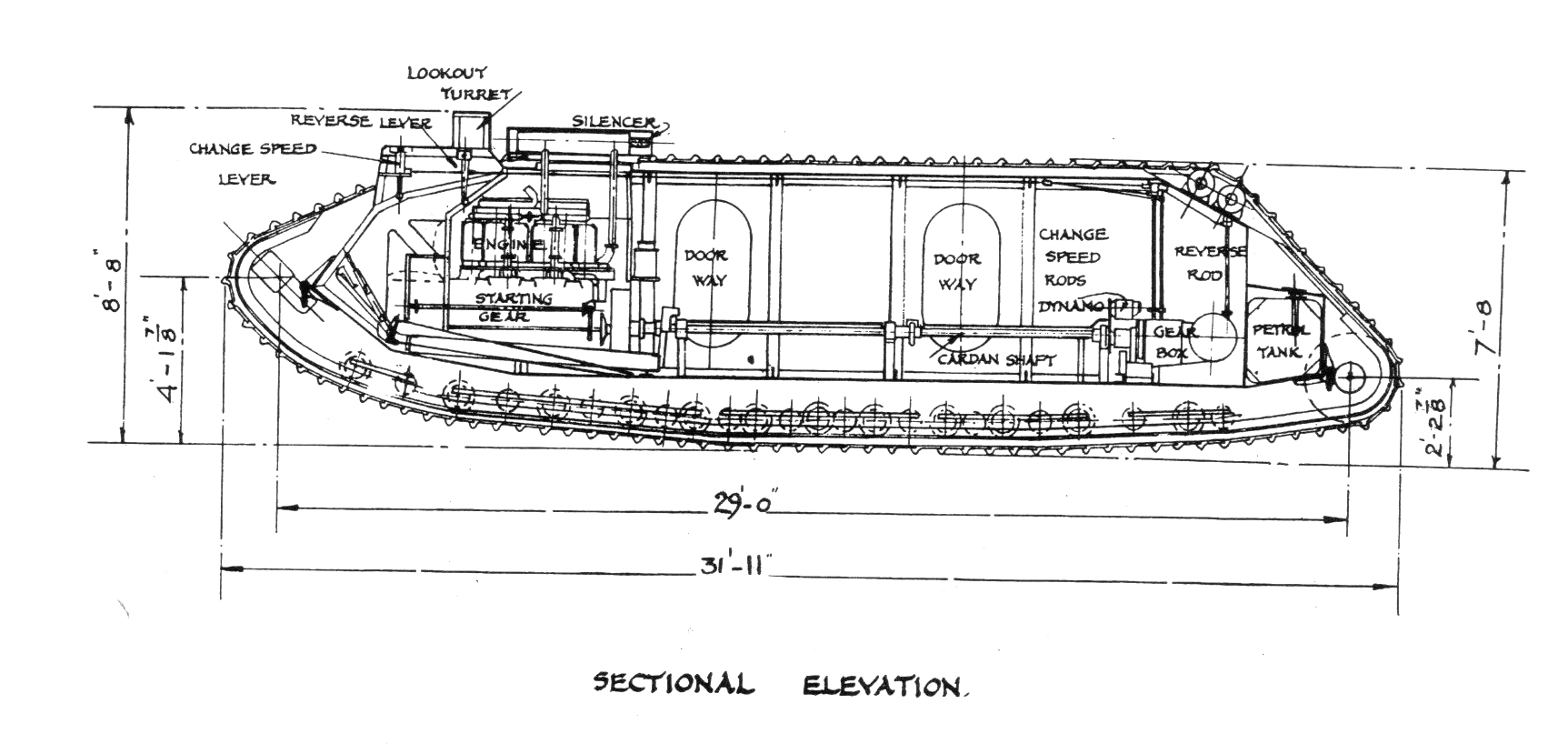
A Mark IX szerkezeti rajza főbb méreteivel

A Mark IX a Brit Szárazföldi Erők harckocsija volt az első világháború során. A járművet egyedülálló módon páncélozott csapatszállítónak tervezték, így ez volt az első valódi páncélozott csapatszállító harcjármű.
50 katona fért el benne.

## Fejlesztése
A harckocsikkal végzett első műveletek során, világossá vált, hogy a gyalogság gyakran nem tud lépést tartani a harckocsikkal, hiszen a katonák kiszolgáltatottak voltak a géppuskatűznek, bár különféle tankokat találtak ki ennek a problémának kiküszöbölésére. Úgy gondolták, hogy a katonák szállítását egy egyszerű harckocsiban is meg lehetne oldani, de a benti levegő annyira rossz minőségű volt, hogy a katonák rosszul lettek, elvesztették az eszméletüket, és a friss levegőre való kerülés után órákkal is munkaképtelenek voltak. 1917 nyarán, a Gun Carrier Mark I fejlesztésével egyidőben G.J. Rackham hadnagy parancsot kapott egy kifejezetten gyalogság szállítására szolgáló páncélozott jármű megtervezésére. Együttműködött Eustace Tennyson d'Eyncourt-tal, a Landships Committee elnökével. A tervezést bonyolította az, hogy a járművet szponzonokkal szerelhessék fel, amikkel a Mark V-nél is modernebb harckocsivá alakítsák át, ha a Mark VIII kialakítása hibásnak bizonyulna, de az összetettsége miatt ezt a követelményt elhagyták. 

### A prototípus és a gyártás
1917 szeptemberében Newcastle upon Tyne-i Armstrong Whitworth egy csak szállítójármű gyártását, a Mark IX-ét, amely ellátmány szállításra is alkalmas volt. A prototípusokat a következő évben hagyták jóvá, amikor egyértelművé vált, hogy a Mark V* alkalmatlan a gyalogosok szállítására. Kétszáz darabnyi Mark IX-et rendeltek a Gainsborough-i Marshall, Sons & Co.-tól de az első világháború befejeztéig csak három gyártását fejezték be.

## Leírás
Mivel nem volt idő egy teljesen új jármű kialakításra, a Mark IX a Mark V törzsére épült, de a test 9,73 m-re hosszabbodott. A 150 lóerős Ricardo motort a jármű elejében, a sebességváltót a hátuljában helyezték el, a felfüggesztéstartókat pedig teljesen kihagyták. Ez 4 méter hosszú és  2,45 méter széles belső teret hozott létre, ami elegendő helyet biztosított harminc, hivatalosan akár ötven katona, vagy tíz tonna rakomány számára. Az alváz megfelelő merevségének biztosítása érdekében a padlót nehéz keresztirányú tartókkal erősítették meg.

## Műszaki jellemzői
- Árokáthidaló képesség: 4,2 m
- Lépcsőmászó képesség: 1,1 m
- Gázlóképesség: 1,2 m
- Üzemanyagtartály: 450 l